# Contea di Xing
La contea di Xing (兴县S, Xīng XiànP) è una contea della Cina, situata nella provincia dello Shanxi e amministrata dalla prefettura di Lüliang.